# Црвений Врх
Црвений Врх (хорв. Crveni Vrh) — населений пункт у Хорватії, в Істрійській жупанії у складі міста Умаг.

## Населення
Населення за даними перепису 2011 року становило 192 осіб.
Динаміка чисельності населення поселення:

## Клімат
Середня річна температура становить 14,04 °C, середня максимальна – 26,34 °C, а середня мінімальна – 1,35 °C. Середня річна кількість опадів – 955 мм.
| Клімат поселення                              | Клімат поселення | Клімат поселення | Клімат поселення | Клімат поселення | Клімат поселення | Клімат поселення | Клімат поселення | Клімат поселення | Клімат поселення | Клімат поселення | Клімат поселення | Клімат поселення | Клімат поселення |
| Показник                                      | Січ.             | Лют.             | Бер.             | Квіт.            | Трав.            | Черв.            | Лип.             | Серп.            | Вер.             | Жовт.            | Лист.            | Груд.            |                  |
| Середній максимум, °C                         | 9,62             | 9,82             | 12,70            | 16,30            | 21,28            | 25,35            | 26,34            | 26,15            | 22,20            | 17,74            | 12,85            | 9,75             |                  |
| Середня температура, °C                       | 5,48             | 5,69             | 8,56             | 12,18            | 17,14            | 21,22            | 23,53            | 23,34            | 19,41            | 14,90            | 10,05            | 6,94             |                  |
| Середній мінімум, °C                          | 1,35             | 1,56             | 4,43             | 8,04             | 13,00            | 17,09            | 20,71            | 20,52            | 16,59            | 12,10            | 7,24             | 4,12             |                  |
| Норма опадів, мм                              | 63               | 52               | 65               | 76               | 76               | 90               | 58               | 82               | 106              | 109              | 98               | 80               |                  |
| Середньомісячна швидкість вітру, м/с          | 2.15             | 2.39             | 2.45             | 2.50             | 2.21             | 2.15             | 2.14             | 2.10             | 2.13             | 2.39             | 2.39             | 2.26             |                  |
| Середньомісячна сонячна радіація, кДж/м²·день | 4366             | 7378             | 10725            | 15292            | 19445            | 21236            | 22260            | 19000            | 13958            | 8924             | 4848             | 3697             |                  |
| --------------------------------------------- | ---------------- | ---------------- | ---------------- | ---------------- | ---------------- | ---------------- | ---------------- | ---------------- | ---------------- | ---------------- | ---------------- | ---------------- | ---------------- |
| Джерело:                                      |                  |                  |                  |                  |                  |                  |                  |                  |                  |                  |                  |                  |                  |